# Kalojan Ivanov
Kalojan Toškov Ivanov (in bulgaro Калоян Тошков Иванов?; Varna, 18 marzo 1986) è un cestista bulgaro.
È il fratello gemello di Dejan Ivanov.

## Carriera
Con la Bulgaria ha disputato tre edizioni dei Campionati europei (2005, 2009, 2011).